# Idiobiologia
Idiobiologia é um ramo da biologia que estuda os organismos individuais, ou o estudo dos organismos, como indivíduos.